# ثوامر (شلاهي)
ثوامر (بالفارسية: ثوامر) هي قرية تقع في إيران في قسم شلاهي الريفي. يقدر عدد سكانها بـ 1,283 نسمة .